# 1806 год в литературе

## Родились
- 5 января — Андре Ван Хасселт, бельгийский поэт и прозаик (умер в 1874).
- 7 января –  Енс Андерсен Хансен, датский издатель.
- 18 марта — Луи-Жозеф Альвен, бельгийский поэт, драматург  (умер в 1887 году).
- 3 апреля — Иван Васильевич Киреевский, русский религиозный философ, литературный критик и публицист (умер в 1856).
- 14 июля — Фермин Торо, венесуэльский писатель-костумбрист, поэт (умер в 1865).
- 31 июля — Филипп Франсуа Дюмануар, французский писатель, драматург, либреттист (умер в 1865).
- 8 сентября — Антонио Раньери, итальянский писатель (умер в 1888).
- 28 сентября — Фердинанд Штолле, немецкий писатель, журналист, редактор, издатель (умер в 1872).
- 30 октября — Степан Петрович Шевырёв, русский литературный критик, историк литературы, поэт (умер в 1864).

## Умерли
- 3 февраля — Никола Ретиф де ла Бретонн, французский писатель (родился в 1734).
- 4 апреля — Карло Гоцци, итальянский драматург (родился в 1720).
- 19 октября — Генри Кирк Уайт, английский поэт (род. 1785).